# Bahnhof Warszawa Wileńska

Warszawa Wileńska (deutsch: Warschau Vilnius) ist ein Kopfbahnhof im Warschauer Stadtdistrikt Praga-Północ. Er liegt in einem Multifunktionsgebäude an der Kreuzung von Aleja “Solidarności” und Ulica Targowa. Der Bahnhof wurde im Jahr 2000 anstelle von verschiedenen, seit 1920 genutzten provisorischen Bahnhofsgebäuden errichtet. Heute dient er ausschließlich dem Personennahverkehr (Linie R 60) durch den Bahnbetreiber Koleje Mazowieckie. Im Jahr 2018 benutzten täglich durchschnittlich 20.000 bis 24.000 Passagiere den Bahnhof.

## Geschichte

### Dworzec Petersburski
Im Jahr 1862 wurde der Dworzec Petersburski etwa 400 Meter nordostwärts des heutigen Bahnhofs eröffnet. Nach dem bereits 1845 fertiggestellten Dworzec Wiedeński auf der westlichen Seite der Weichsel war das der zweite Bahnhof Warschaus – ebenso ein Kopfbahnhof. Er diente als Endstation der breitspurigen Petersburg-Warschauer Eisenbahnlinie, die Vilnius und damit auch St. Petersburg mit Warschau verband. 1915 zerstörten die abziehenden russischen Truppen dieses Bahnhofsgebäude. Es wurde nicht wieder aufgebaut, nach dem Krieg wurden die Ruinen abgerissen und die Gleisanlage abgetragen. An ihrer Stelle entstanden Büro- und Wohngebäude.

### Dworzec Wileński

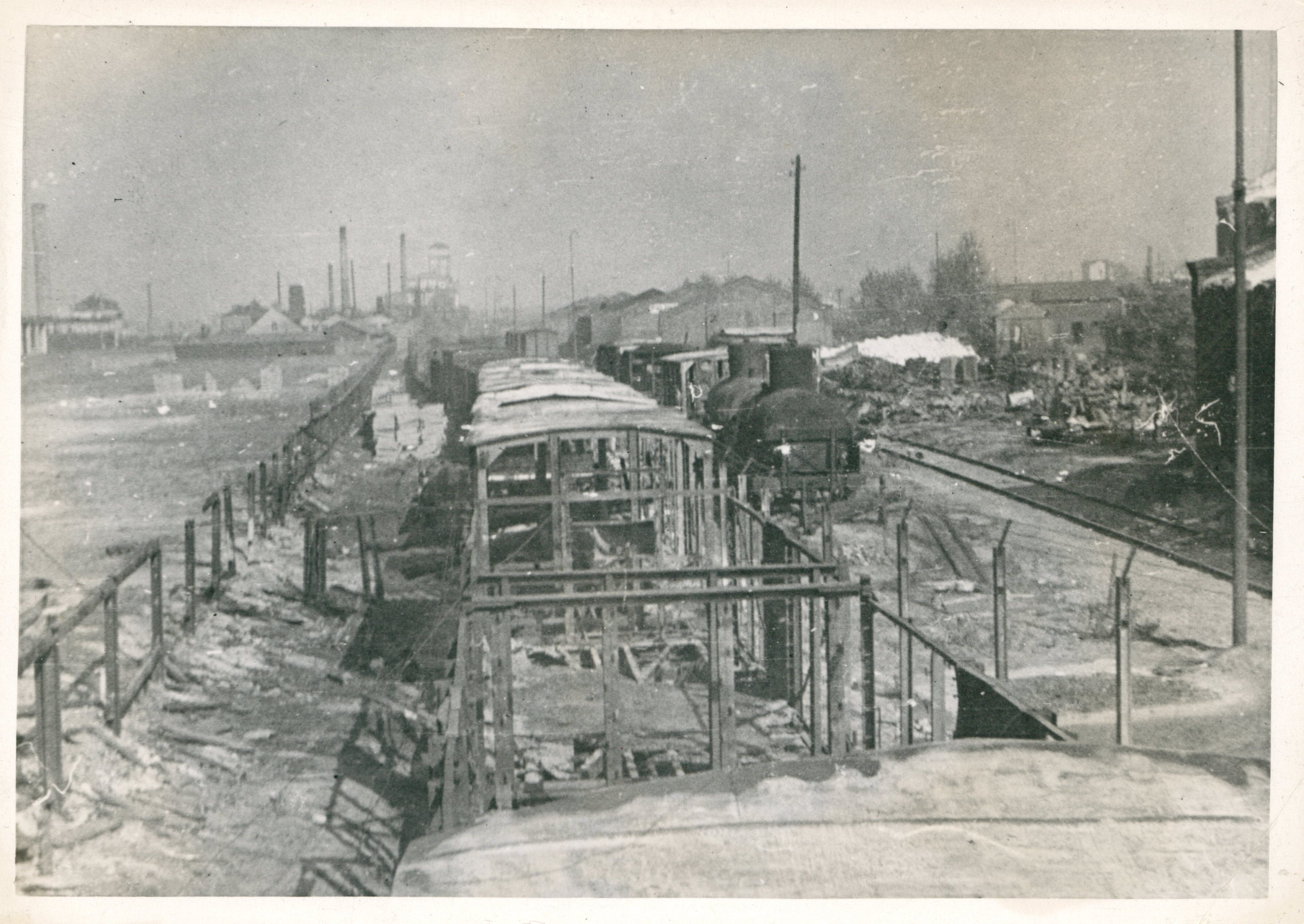
Im Zweiten Weltkrieg beschädigter Bahnhof

Ebenfalls nach dem Krieg wurde die Strecke zwischen Warschau und Vilnius auf Normalspur umgestellt. Der Bahnhofsbetrieb wurde auf einen Standort verlegt, der rund 400 Meter südlich des Petersburger Bahnhofs lag. Der Architekt Wacław Szuszkiewicz wurde beauftragt, dazu ein vorläufiges Bahnhofsgebäude zu entwerfen. 1920 wurde innerhalb von drei Monaten dieses eingeschossige Gebäude in Fachwerkbauweise mit Blechdach errichtet. Anders als der alte Bahnhof lag es nicht längs, sondern quer zu den Gleisen und erstreckte sich entlang der Ulica Targowa. Da die Verbindung nach Vilnius vorrangig wurde, erhielt der Bahnhof nun den Namen Dworzec Wileński. Ab 1923 wurde er als Warszawa Wileńska bezeichnet.
Während des Zweiten Weltkriegs benannten die deutschen Besatzungsbehörden den Bahnhof als Warschau Wilnaerbahnhof.  Das provisorische Gebäude wurde bei den Kämpfen 1939 beschädigt und brannte in der Endphase des Krieges ab. Die Reste wurden abgerissen.

### Nachkriegszeit

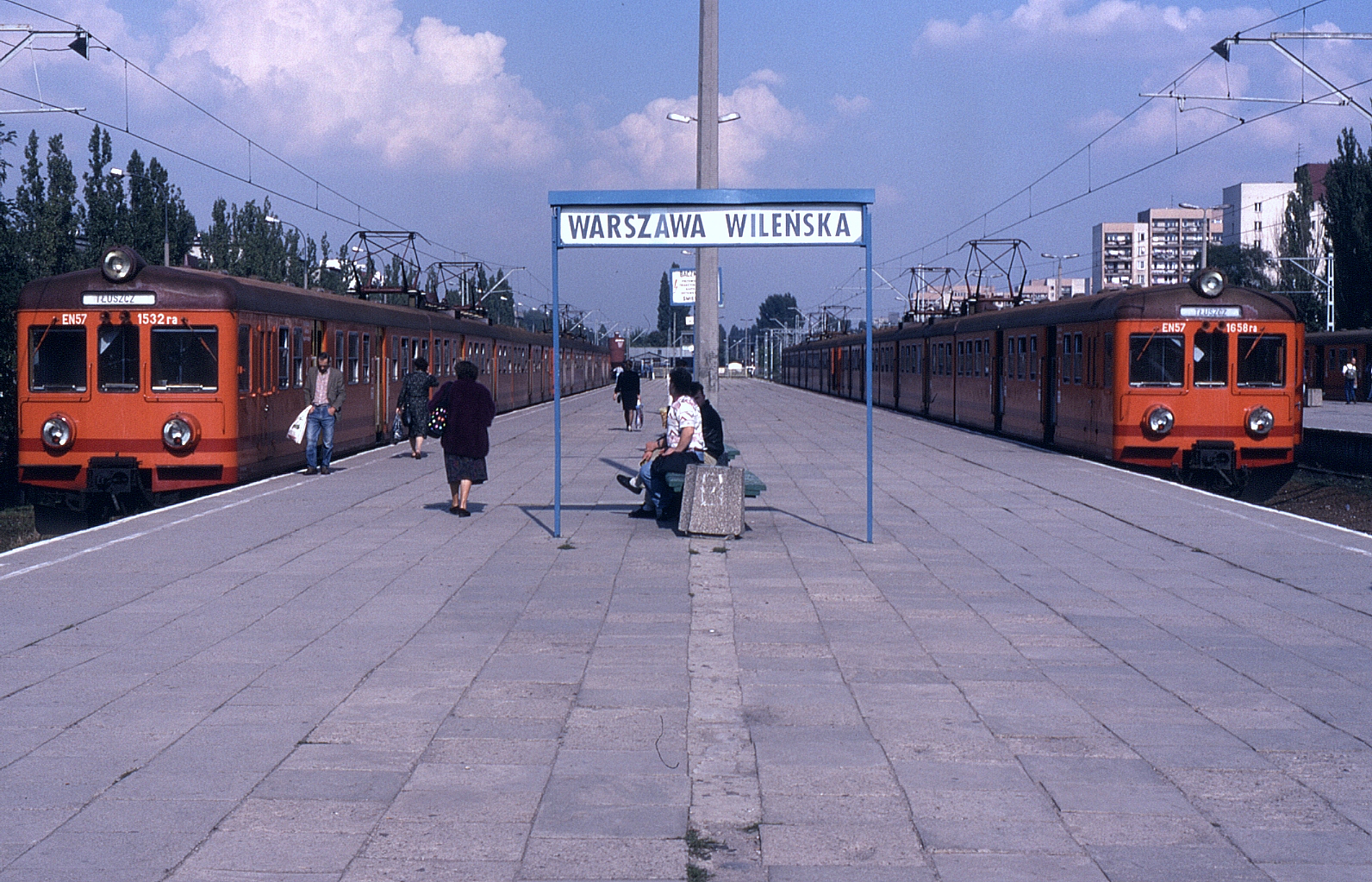
Der Bahnsteig der Nachkriegsanlage im Jahr 1995

Als eine der ersten großen Infrastrukturmaßnahmen nach dem Krieg in Warschau wurde 1949 die in Ost-West-Richtung verlaufende, neu angelegte Trasa W-Z (heute: Aleja "Solidarności") längs durch das ursprüngliche Eisenbahngelände gelegt. Bereits vorher war der Personenschienenerkehr auf die weiter südlich verlaufenden Gleise des ehemaligen Güterbahnhofs verlagert worden. Vormalige Lagergebäude auf der südwärtigen Seite der Bahngleise an der Ulica Białostocka waren 1947 zu Räumlichkeiten für die Personenverkehrsabfertigung umgebaut worden - weshalb die offizielle Adresse des Bahnhofs Ulica Białostocka 1 lautete. Der Zugang zur Wartehalle und den Fahrkartenschaltern erfolgte ebenfalls über die Ulica Białostocka. In den 1970er und 1980er Jahren fuhren vom Bahnhof Züge nach Gołdap, Hajnówka oder Łomża ab. Später nahm die Fernreiseaktivität auf diesem Bahnhof ab und beschränkte sich schließlich nur noch auf den Nahverkehr. In der erneut provisorischen Form bestand der Bahnhof bis Ende der 1990er Jahre.

### Heute

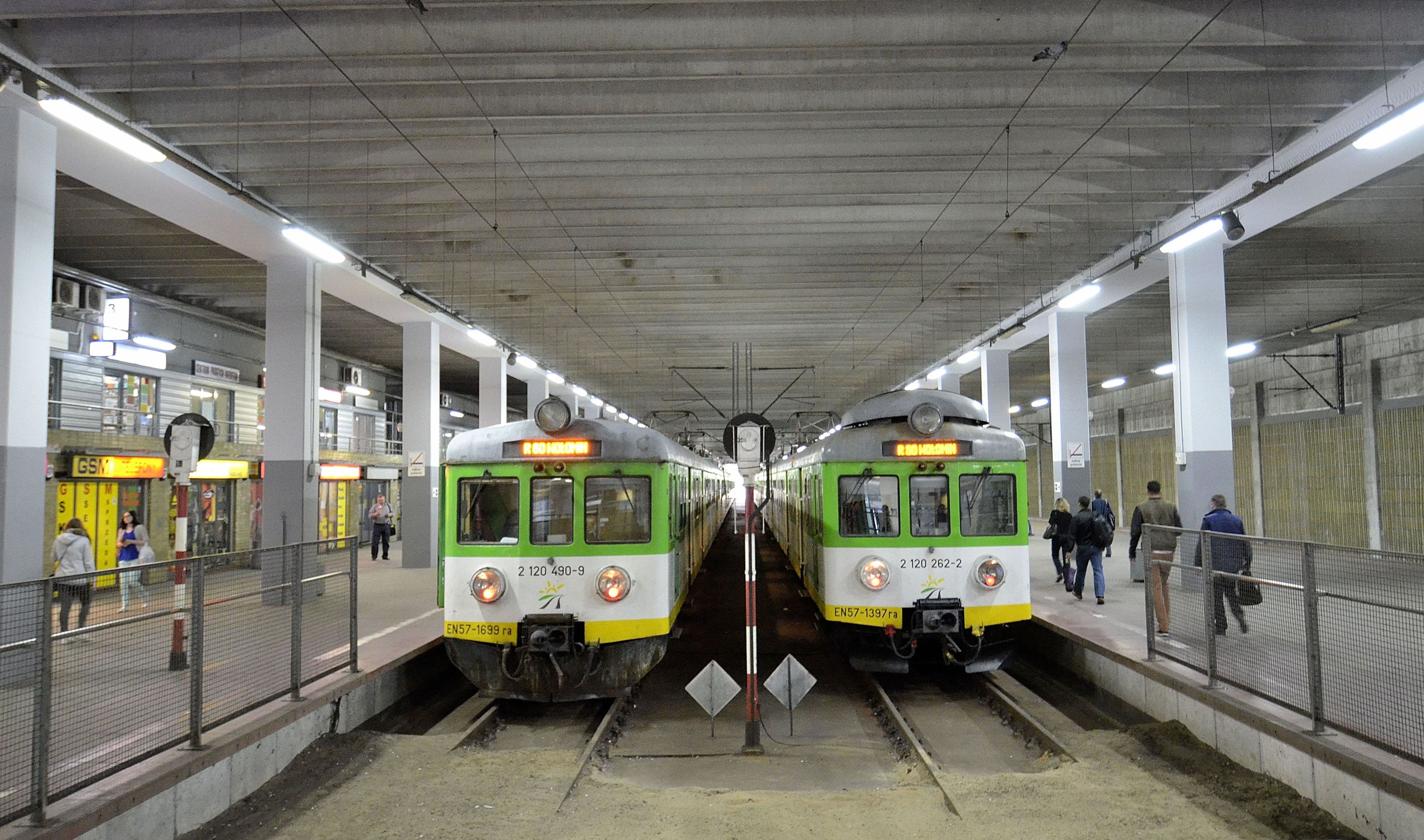
Bahnsteighalle im Neubau, 2015

Im Jahr 2000 wurde auf dem rund 25.000 Quadratmeter großen Grundstück zwischen Aleja "Solidarności", Ulica Targowa und Ulica Białostocka ein Multifunktionsgebäude errichtet, in dem sich Büros, ein Einkaufszentrum und eine Tiefgarage befinden. In das Erdgeschoss wurde der Bahnhof Warszawa Wileńska mit zwei je 213 Meter langen Bahnsteigen für drei Gleise integriert. Der Betrieb des wichtigsten Bahnhofes des Bahnbetreibers Koleje Mazowieckie wurde 2002 aufgenommen.
Seit März 2015 bindet die angrenzende, mit zwei in der Ulica Targowa liegenden Abgängen ausgestattete, nach dem vorangegangenen Namen des Bahnhofs benannte Metrostation Dworzec Wileński den Bahnhof Warszawa Wileńska an die Warschauer Metro an.